# Lemgo
Lemgo (phát âm tiếng Đức: [ˈlɛmɡoː]; Bản mẫu:Lang-nds) là một thị trấn nhỏ nằm ở huyện Lippe, thuộc bang Nordrhein-Westfalen, Đức.